# St. Georg (Altenmellrich)

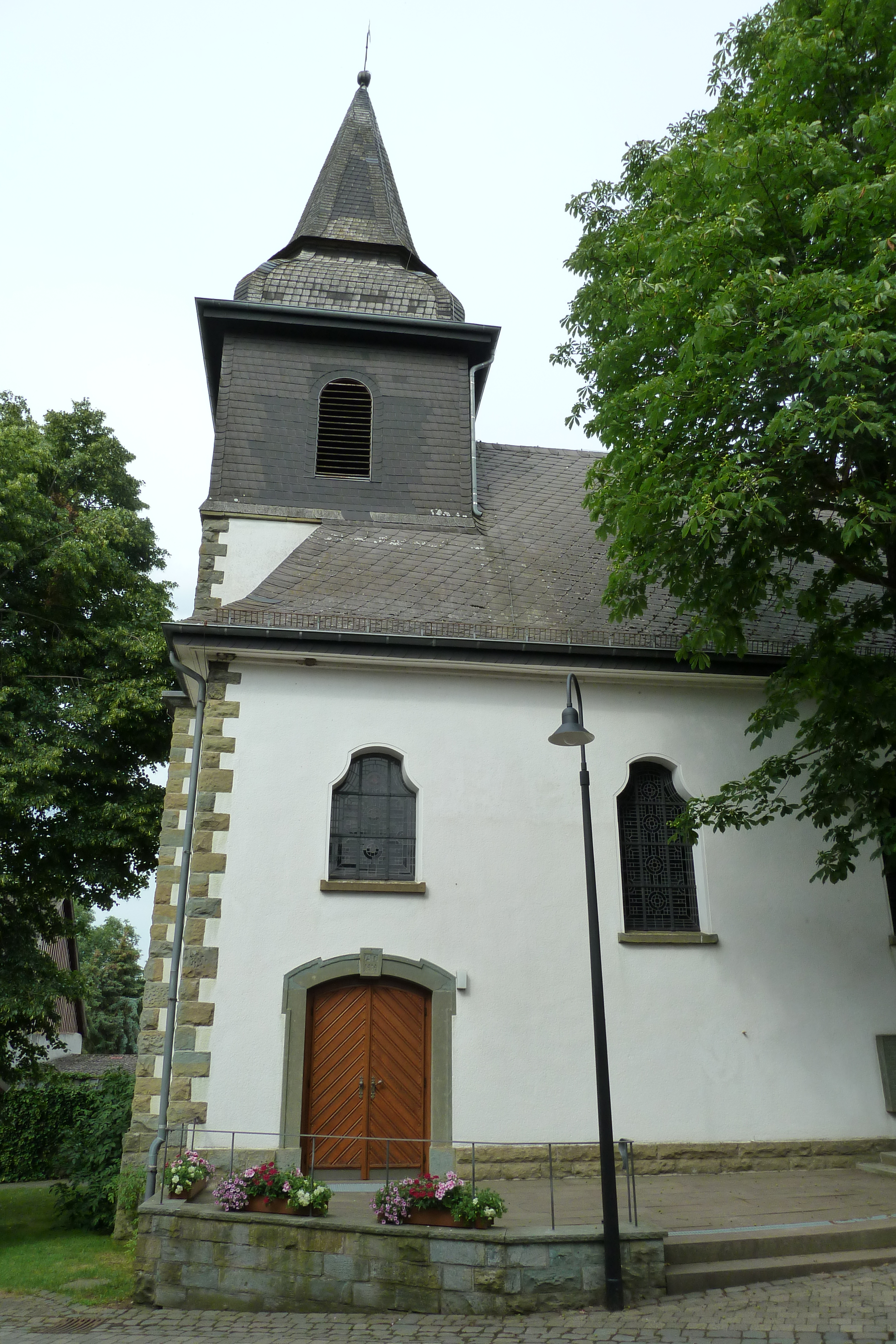
Kapelle St. Georg

Die katholische Kapelle St. Georg ist ein denkmalgeschütztes Gebäude in Altenmellrich, einem Ortsteil von Anröchte im Kreis Soest (Nordrhein-Westfalen).

## Geschichte und Architektur
Die Kapelle ist der Mittelpunkt des Dorfes. Die Vorgängerkapelle wurde 1716 errichtet. Der heutige Bau ist ein vierjochiger, verputzter Bruchsteinsaal. Er wurde 1919 aus Grünsandstein mit Eckquadern gemauert. Der eingezogene Chor schließt dreiseitig. Dem Westturm wurde eine geschweifte Haube aufgesetzt. Bemerkenswert ist der Barockaltar von 1742. Der Altar wurde 1967 umfassend restauriert und unter Denkmalschutz gestellt. 1973 wurde die Kapelle renoviert. Die Erneuerung des Glockenstuhles und Anschaffung einer zweiten Glocke erfolgte 1978.